# Sandra Menezes
Sandra Menezes é uma escritora e jornalista brasileira, conhecida por seu trabalho literário afrofuturista . Seu romance "O céu entre mundos" foi lançado pela Editora Malê em 18 de novembro de 2021 e foi indicado ao Prêmio Jabuti na categoria Romance de Entretenimento em 2022.

## Biografia
Nascida no Rio de Janeiro, Sandra Menezes graduou-se em Comunicação Social (Jornalismo) pelas Faculdades Integradas Hélio Alonso e pós graduou-se em Comunicação Social pela UCDB-MS. Desde jovem, demonstrou interesse pela música, pelo jornalismo e literatura, áreas nas quais desenvolveu uma carreira de destaque.

## Carreira

### Literatura
A carreira literária de Sandra Menezes começou com publicações de contos em antologias e consagrou-se com o lançamento do livro "O céu entre mundos"  em 2021. O livro foi bem recebido pela crítica e pelo público, tornando-se vencedor do prêmio Odisseia de Literatura Fantástica 2022, que o levou à sua indicação ao Prêmio Jabuti do mesmo ano.
Entre 2018 e 2023, publicou contos e crônicas em diversas antologias nacionais, entre elas: "Negras Crônicas" (editora Villardo, 2019), "(Re)existência" (editora Cartola, 2019), “Carolinas” (edição Flup/Bazar do Tempo, 2020), "Escritas femininas em primeira pessoa" (editora Oralituras, 2020), “Afrofuturismo – O futuro é nosso” Vol. 3 (editora Kitembo, 2022); e na internacional “Vozes Intergalácticas” (editora Nebula, 2023). Teve o conto de ficção científica "Expansão" publicado na coluna “Encontros com a nova literatura brasileira contemporânea”, do site Itaú Cultural, disponível online. .
Com o sucesso da obra "O céu entre mundos", tem atuado como palestrante e convidada para mesas de bate-papo sobre literatura e afrofuturismo, entre elas: Flip (Festa Literária Internacional de Paraty), LER, Flup (Festa Literária das Periferias), Primavera dos Livros, Bienal do livro RJ, Festival Mário de Andrade - SP, OAB -SP, Rio2C  e Vanderbilt University - Nashville, entre outros.

### Cinema
Na década de 1990, fez pré-produção do curta-metragem, “Caramujo-Flor”, de Joel Pizzini, sobre o poeta Manoel de Barros; dirigiu o vídeo “Alma em Revista”, sobre o épico filme "Alma do Brasil", que integrou mostras de vídeo no Festival do Rio, e em outros festivais em Barcelona e Siena.
Nos últimos anos tem atuado na escrita de roteiros focados em narrativas negras para audiovisual (Flup - Festa Literária das Periferias, 2019, Flup/Globo).
Em 2023, assina a coautoria do roteiro do longa-metragem “As Esfinges”, com Carol Aó da Arruda Filmes-SP, em fase de desenvolvimento de roteiro através do Laboratório de Audiovisual "Histórias que Viajam", com apoio do projeto Paradiso e SPCine realizado na edição de mesmo ano no "Ventana Sur", em Buenos Aires.

## Obras

### Romance literário
- O céu entre mundos - Editora Malê, 2021.

### Contos em Antologias
- “Horror na Serra Fluminense” e “Pequena História de Um Dia”. In: Negras crônicas. Rio de Janeiro: Editora Villardo, 2019.

- “O Vestido”. In: Re-Existência. Organização de Meg Mendes. São Paulo: Editora Cartola, 2020.

- “O giro de Adisa”. In: Escritas femininas em primeira pessoa. Organização de Maitê Freitas. São Paulo: Editora Oralituras, 2020.

- “Irmãs”. In: Carolinas: A nova geração de escritoras negras brasileiras. Organização de Júlio Ludemir, ilustrações de Thais Linhares. Rio de Janeiro: Editora Bazar do Tempo/FLUP, 2021.

- “A festa”. In: Afrofuturismo – O futuro é nosso, vol. 3. Organização de Kinaya. São Paulo: Editora Kitembo, 2022.

## Prêmios e Indicações
- Indicação finalista ao Prêmio Jabuti de romance de entretenimento (2022) por "O céu entre mundos".[19][20]

- Vencedora do prêmio Odisseia de Literatura Fantástica (2022) por "O céu entre mundos".[21]